# Бібіана Аїдо
Бібіана Аїдо Альмагро (ісп. Bibiana Aído Almagro; нар. 2 лютого 1977, Алькала-де-лос-Гасулес) — іспанський політик. З 14 квітня 2008 по 20 жовтня 2010 обіймала посаду міністра рівноправності Іспанії в кабінеті Сапатеро. Згодом міністерство рівноправності Іспанії було включено в міністерство охорони здоров'я і соціального розвитку на чолі з Лейре Пахін, в якому Аідо відповідала за питання рівноправності і в ранзі державного секретаря. У вересні 2011 року склала повноваження державного секретаря і перейшла на роботу радником в Агентство у справах жінок ООН.

## Біографія
Аідо вступила в молодіжну організацію Іспанської соціалістичної робітничої партії в 1993 році і брала участь в заснуванні місцевого комітету в Алькалі-де-лос-Гасулес. У 1994–1999 роках вона навчалася в Кадіському університеті на економіста. У 1995 році вона була обрана секретарем по роботі з громадськістю Кадісського відділення молодіжної соціалістичної організації та вступила в ІСРП. У 2003–2006 роках Аідо була депутатом парламенту Андалусії. До 2008 року також працювала в Міністерстві культури Андалусії, де вона взялася за питання просування фламенко.